# ادوین کورد
ادوین کورد (به انگلیسی: Edwin Cord) یک شخصیت تخیلی و ابرتبه‌کارانه در کتاب‌های کامیک می‌باشد. این کاراکتر به دست دیوید میشلینری، باب لیتون و جان رومیتا، پسر خلق شده و در بی‌باک شماره ۱۶۷ام (نوامبر ۱۹۸۰) معرفی شد.
جدا از کتاب‌های کامیک، شرکت مارول از ادوین کورد در دیگر کالاهای خود از جمله پوشاک، اسباب‌بازی، ورق بازی، انیمیشن‌های تلویزیونی و بازی‌های رایانه‌ای استفاده کرده‌است.